# San Miguel (Santo Domingo)
San Miguel – dystrykt w Kostaryce, w kantonie Santo Domingo, w prowincji Heredia.

## Geografia
San Miguel ma powierzchnię 5,9 kilometrów kwadratowych i leży na wysokości 1 275 m n.p.m..

## Demografia
Według zliczenia ludności w 2011 roku w dystrykcie San Miguel mieszka 6 363 mieszkańców.

## Transport

### Transport drogowy
Przez dystrykt San Miguel biegną następujące drogi krajowe:
- Droga krajowa nr 32
- Droga krajowa nr 117
- Droga krajowa nr 220